# Джейш аль-Усро
Джейш аль-Уср(о) (араб. جيش آل أوسرو; Армия Усра‎), первоначальное название «Имарат Кавказ фи Шам» («Имарат Кавказ в Сирии») — возглавляемая чеченцами радикальная вооруженная группа исламистских боевиков в ходе гражданской войны в Сирии, филиал террористической организации «Имарат Кавказ» на территории Сирии, воевала против правительства Башара Асада на стороне сирийских оппозиционных сил. Отделилась от Джейш аль-Мухаджирин валь-Ансар. Основатель группы Салахуддин Шишани был убит в декабре 2017 года на севере провинции Хама, после чего её активность резко снизилась.

## Участие в боевых действиях
Группа принимала участие в боях в провинции Алеппо в феврале 2016 года.

## Амиры
- Хамза Шишани (Бугиев, Ваха Наибулаевич) — 1-й амир Имарат Кавказ фи Шам[7][8].
- Салахуддин Шишани — амир[9][10][11][12].
- Увайс ад-Дагестани — военный амир[13].
- Сайфул-Ислам Шишани — военный амир[14][15].
- Хайруллах Шишани — заместитель амира[16][4][17].
- Наиб Шишани — амир по разведывательной и штурмовой части[18][19][20].